# Adolf Schiffer
Adolf Schiffer   (Apatin, 14 d'agost de 1873 - Budapest, 13 de maig de 1950) va ser un violoncel·lista i professor jueu txec, que va exercir durant molts anys de professor de violoncel a l'Acadèmia de Música Franz Liszt de Budapest. Se'l recorda millor com l'enllaç entre dos grans professors de violoncel: ser alumne de David Popper i professor de János Starker.
Adolf Schiffer va néixer a Praga el 1873. Es diu que havia treballat com a llibreter mentre s'ensenyava al violoncel.
 Va assolir un nivell suficient per guanyar-se a l'Acadèmia de Música Franz Liszt de Budapest, estudiant sota l'il·lustre violoncel·lista, professor i compositor, David Popper, i sent el seu "protegit final". János Starker l'ha descrit com "un gran professor ...el seu fort va ser ajudar els seus estudiants a desenvolupar les seves habilitats naturals. Va ser un excel·lent violoncel·lista i músic, però a causa d'un començament força tardà com a instrumentista va limitar les seves actuacions a quartet de corda".
Schiffer va servir d'ajudant a Popper, i després que Popper es retirés, Schiffer va ser nomenat professor en estudis de violoncel, un paper que va ocupar fins a la seva pròpia jubilació el 1939. El seu estudiant més celebrat va ser János Starker, que casualment també va ser un dels seus últims estudiants, i van continuar amb ell fins i tot després de la jubilació de Schiffer. Entre els alumnes de Schiffer s'hi compten; Paul Abraham, Tibor de Machula, Gábor Rejtő, Mátyás Seiber, Pál Hermann o Laszlo Varga.
Al descriure la seva docència, Starker assenyala que "No va utilitzar cap mètode. Va assignar material, va corregir errors musicals, va interpretar fragments per aclarir els seus suggeriments i va ridiculitzar moviments antinaturals que eren contraris a la música. La teatralitat va ser descoratjada i rebutjada com adequada només per a pallassos i emprar en lloc de talent."